# Tordères
Tordères (catalansk: Torderes) er en by og kommune i departementet Pyrénées-Orientales i Sydfrankrig.

## Geografi
Tordères ligger 22 km sydvest for Perpignan. Nærmeste byer er mod nordøst Fourques (4 km) og mod sydøst Llauro (3 km).

## Demografi

### Udvikling i folketal
| 1962                                                              | 1968 | 1975 | 1982 | 1990 | 1999 | 2010 | 2013 | 2017 |
| ----------------------------------------------------------------- | ---- | ---- | ---- | ---- | ---- | ---- | ---- | ---- |
| 63                                                                | 60   | 46   | 50   | 75   | 145  | 180  | 163  | 165  |
| Tal fra og med 1962 er uden dobbelttælling (sans doubles comptes) |      |      |      |      |      |      |      |      |